# Nederlandsche Vrouwenbond ter Verhooging van het Zedelijk Bewustzijn
De Nederlandsche Vrouwenbond ter Verhooging van het Zedelijk Bewustzijn was een abolitionistische organisatie en bestond van december 1884 tot 1948. 
De Vrouwenbond hield zich voornamelijk bezig met de bestrijding van prostitutie en was een protestantse vereniging. De Bond was aangesloten bij de antiprostitutieorganisatie Federation Abolitionniste Internationale van Josephine Butler en bij de Nederlandse Vrouwen Raad, waar het een medeoprichter van was.

## Achtergrond
Eind negentiende eeuw ontstonden in Nederland en in andere landen organisaties die zich inzetten voor het afschaffen van prostitutie. Dit werd door velen namelijk gezien als een verlies van normen en waarden, maar daarnaast ook als een ernstige vorm van vrouwenonderdrukking en een soort slavernij. Dergelijke organisaties wilden prostituees redden van hun bestaan.
In 1883 werd in Den Haag het derde congres van de Federation Abolitionniste Internationale georganiseerd. Geïnspireerd door Josephine Butler begon een aantal vrouwen, onder wie de jonkvrouwen Mariane, Anna en Wilhelmina van Hogendorp, in december 1893 te overleggen over een Nederlandse vereniging met hetzelfde doel en in het voorjaar van 1884 werd de vereniging officieel opgericht. De Bond maakte zich ook sterk voor gelijke maatstaven voor mannen en vrouwen; in deze tijd was het namelijk gebruikelijk dat alleen de vrouwen strafbaar werden gesteld en aan medische onderzoeken werden onderworpen, en niet de mannen die prostituees bezochten. De doelstellingen werden als volgt geformuleerd:
"De Nederlandsche Vrouwenbond tot Verhooging van het Zedelijk Bewustzijn heeft tot grondbeginsel dat er één zedenwet is voor man en vrouw, en dat waar twee menschen zondigen beider schuld even groot is, en het eene groote onrechtvaardigheid is dat de vrouw hier alleen voor zou boeten. De leden van de Bond moeten trachten met Gods hulp, de gedaalde levenstoon der gansche maatschappij op te heffen en ten strijde te trekken tegen alles wat laag is en den menschen onwaardig. Zij moeten trachten het zwakke te beschermen en het gevallene op te heffen. 
Ten 2e: de Nederlandsche Vrouwenbond stelt zich op het standpunt, dat ook de Federation Abolitionniste Internationale inneemt dat alle wetten die medewerken om de prostitutie te regelen, verkeerd zijn omdat men daardoor van hoger hand de reglementering en wat daarmede annex is sanctionneert."
De positie die door de Bond werd ingenomen was dat vrouwen die in de prostitutie terecht waren gekomen wel een morele fout hadden begaan, maar dat zij niet anders waren dan andere vrouwen en dat deze fouten hen vergeven moesten worden. Ook werden vrouwen steeds als onmachtig slachtoffer afgeschilderd. Het huwelijk bleef voor de leden de belangrijkste maatschappelijke norm en de beste manier om vrouwen in bescherming te nemen tegen allerlei gevaar; ieder gevaar voor vrouwen speelde zich 'op straat' af en over geweld binnen het huwelijk werd dus nauwelijks gesproken. Het was de Vrouwenbond aanvankelijk niet zozeer te doen om gelijke rechten voor vrouwen, maar vooral om gelijke zeden. Later is de Bond meer betrokken geraakt bij de algemene vrouwenbeweging en sloten de zusters Hogendorp zich aan bij de Vereeniging voor Vrouwenkiesrecht.
De Bond kreeg in zijn beginjaren 1000 leden, dit groeide tot 5500 in het begin van de twintigste eeuw. Het bestuur was voornamelijk afkomstig uit de adel en gegoede burgerij, maar de leden kwamen ook uit andere sociale groepen. Een van de eerste leden was Geertruida Bosboom-Toussaint.

## Activiteiten
De bezigheden van de Vrouwenbond bestonden enerzijds uit voorlichting, zoals bijvoorbeeld het verspreiden van tijdschriften en brochures en het organiseren van bijeenkomsten. Anderzijds bestond hun werk uit het proberen vrouwen ervoor te behoeden in de prostitutie terecht te komen. Hiertoe werd bijvoorbeeld samengewerkt met zogenaamde doorgangshuizen waar veelal ongehuwde moeders en prostituees werden opgevangen en werden er tehuizen opgericht waar meisjes terecht konden die anders een risico zouden lopen 'op het verkeerde pad' te geraken. Tot dit doel werd ook samengewerkt met Stationswerk. Er werden door het land diverse afdelingen opgericht en petities aan de regering aangeboden. Op lokaal niveau namen leden van de Bond onder andere contact op met meisjes die naar grote steden verhuisden en met prostituees en alleenstaande vrouwen die in het ziekenhuis lagen. Ook werden er bijvoorbeeld acties gevoerd tegen de verkoop van pornografische tijdschriften.

### Nationale Tentoonstelling van Vrouwenarbeid
Tijdens de Nationale Tentoonstelling van Vrouwenarbeid die in 1898 te Den Haag plaatsvond, werd er door de Vrouwenbond en de Nederlandsche Vereniging tegen de Prostitutie (NVP) van 28 tot en met 30 juli een congres met betrekking tot zedelijkheid georganiseerd. Tijdens deze Driedaagsche Samenkomst tot Bevordering der Openbare Zedelijkheid werd er onder andere door Anna en Marianne van Hogendorp en Titia van der Tuuk gesproken over een beoogde gelijkwaardige zedelijkheid voor mannen en vrouwen. Door dergelijke werkzaamheden lieten de vrouwen tegelijkertijd ook zien dat zij belangrijke maatschappelijke functies konden vervullen en legden zij de basis voor een bredere discussie met betrekking tot gelijkwaardigheid van man en vrouw.
Op het congres was ook aandacht voor zedelijkheid in de koloniën. Zo hield Marianne Klerck-van Hogendorp een lezing, later gepubliceerd als Eenige beschouwingen over Oost-Indische toestanden, waarin ze bepleitte dat de standaard van zedelijkheid in Nederland, en in zijn koloniën, verbeterd werd. Met dit doel had de Vrouwenbond, wederom samen met de NVP, tevens de Nederlandsche Vereeniging tot Bevordering van de Zedelijkheid in de Nederlandsche Overzeesche Bezittingen opgericht.

## Fusies
De Vrouwenbond fuseerde in 1948 met de Nederlandse Middernachtzending Vereniging tot de Vereniging Zedenopbouw, waarvan de naam vervolgens veranderde in de Hendrik Piersonvereniging en weer later in de Hendrik Pierson Stichting. Deze fuseerde in 1975 met twee andere stichtingen tot Stichting Fiom.